# Dampfraumanalyse

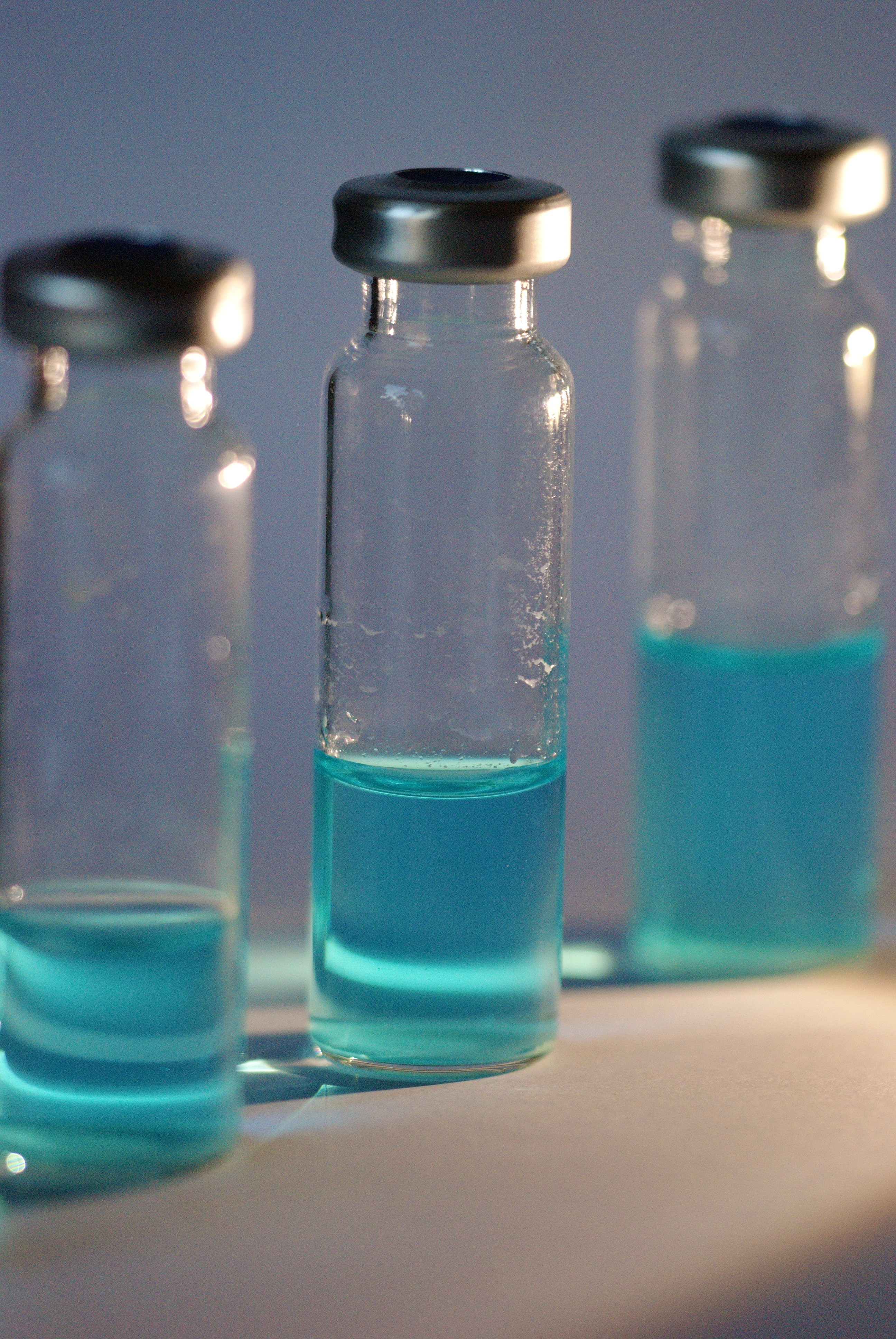
Typische Analysengläschen für die Headspace-Analytik; Höhe: ca. 8 cm

Die Dampfraumanalyse (auch: Headspace-Analyse) ist eine Methode zur Ermittlung der Konzentration flüchtiger Stoffe einer Lösung im Dampf oberhalb dieser Lösung. Sie wird unter anderem zur Analyse von Geschmacks-, Geruchs- und Aromastoffen, aber auch zur Bestimmung des Alkoholgehaltes im Blut eingesetzt. Auch zur Bestimmung niedermolekularer Substanzen wie zum Beispiel von Dichlormethan, das bei der Entfernung von Koffein aus Röstkaffee angewandt wird, kommt die Methode zum Einsatz. Das Verfahren nutzt die Eigenschaft, dass der Partialdruck eines Stoffes aus dem Dampf proportional zur Konzentration des Stoffes in der Lösung ist. Die Analyse der im Dampf befindlichen Stoffe erfolgt mit Hilfe eines Gaschromatographen.

## Durchführung

Prinzip der Headspace-Technik

Bei der Durchführung wird die häufig komplex zusammengesetzte flüssige bis feste Probe (z. B. Blut, Honig, Textilstück) in ein gasdichtes Gefäß gegeben und erwärmt. Dadurch werden die leicht flüchtigen Probenbestandteile verdampft. Nach der Einstellung der Phasengleichgewichte zieht eine Nadel des Autosamplers ein bestimmtes Volumen aus dem Gasraum und führt es der GC-Säule zu.

## Vorteile
Durch Nutzung des Dampfraums über der Probe statt der Probe selbst wird die GC-Säule vor irreversibler Verunreinigung durch hartnäckige Probebestandteile oder deren thermische Abbauprodukte geschützt. Auch kann auf eine aufwändige Probenvorbereitung, vor allem der Extraktion der Analyte aus der Probe, verzichtet werden.

## Nachweise
- Head-Space-Technik (Dampfraumanalyse) – Sammelmethode. In: The MAK Collection for Occupational Health and Safety, verfasst 1978, online veröffentlicht am 31. Januar 2012, abgerufen am 6. September 2012. S. 1–18. doi:10.1002/3527600418.bicollheadspd0003